# NGC 5648
NGC 5648 (другие обозначения — NGC 5649, IRAS14281+1414, UGC 9330, ZWG 75.59, MCG 2-37-19, KUG 1428+142, PGC 51840) — галактика в созвездии Волопас.
Этот объект занесён в новый общий каталог несколько раз, с обозначениями NGC 5648, NGC 5649.
Этот объект входит в число перечисленных в оригинальной редакции «Нового общего каталога».